# 国道212号
国道212号（こくどう212ごう）は、大分県中津市から熊本県阿蘇市に至る一般国道である。

## 概要

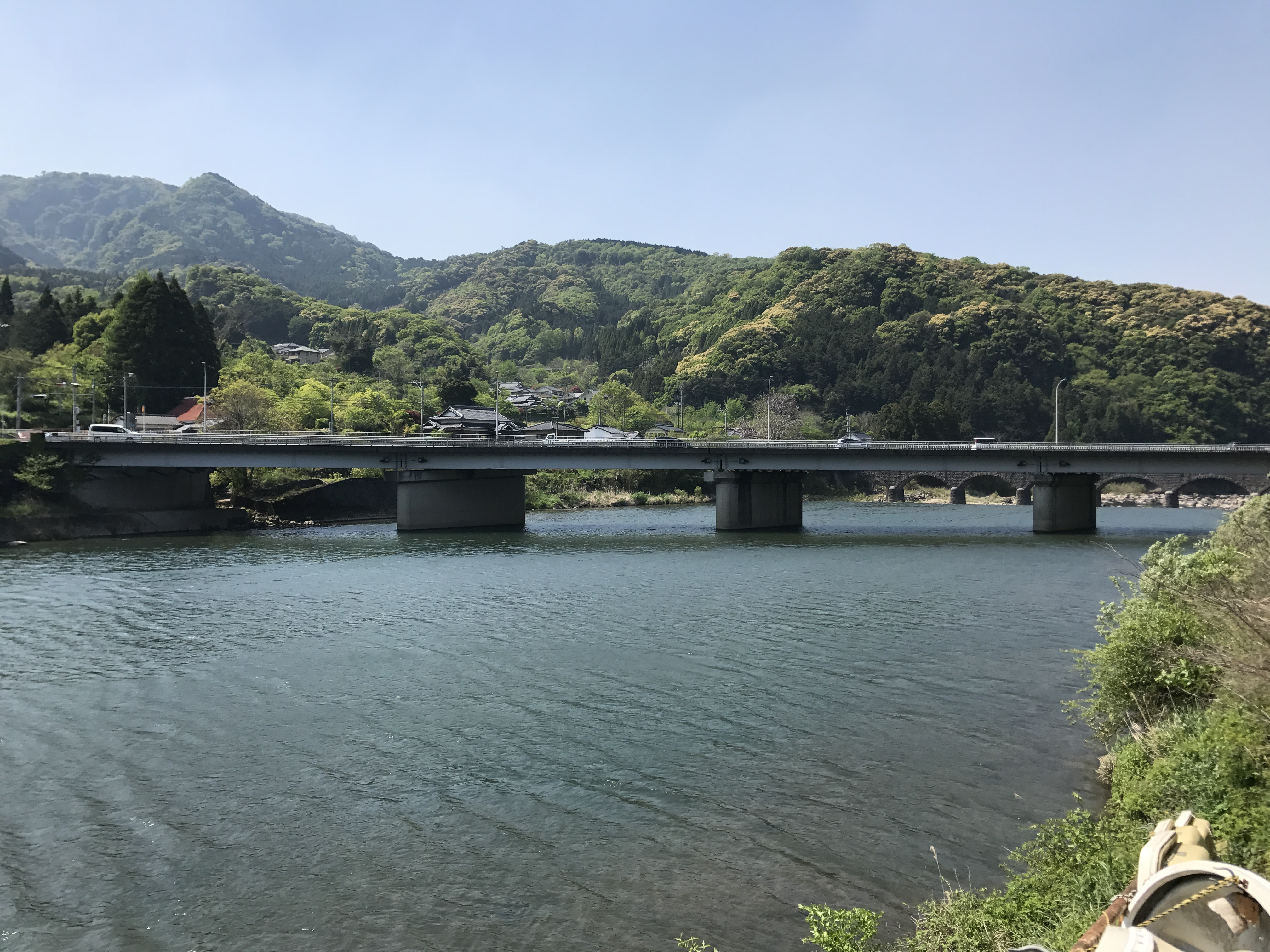
山国川にかかる洞門橋

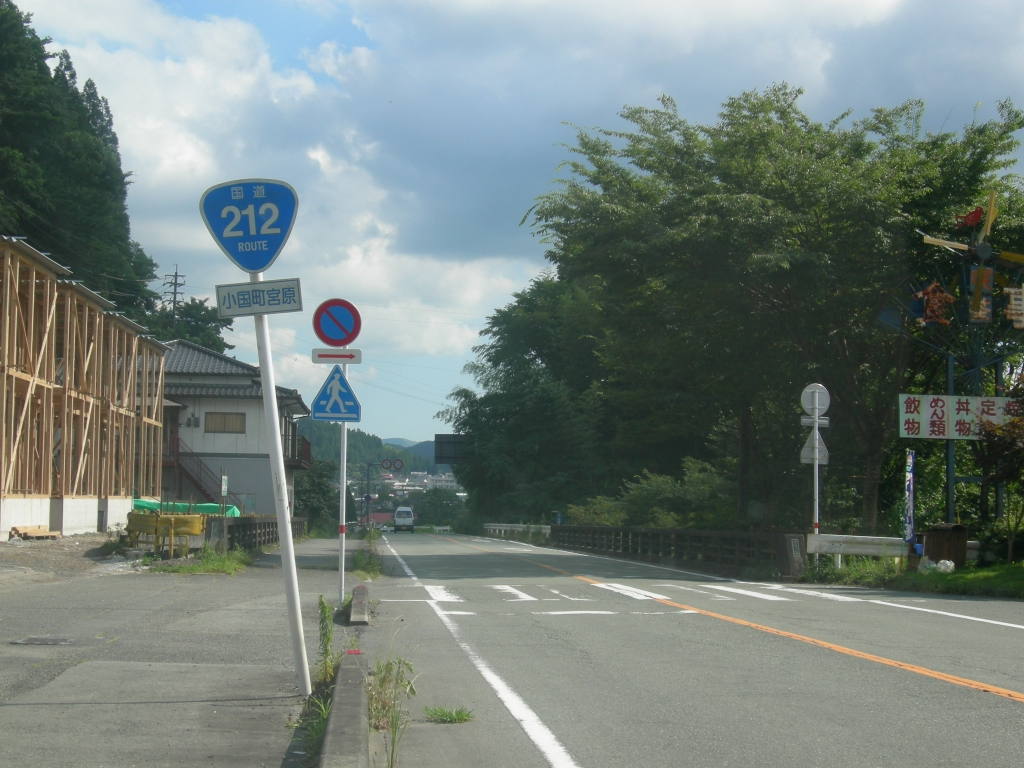
国道212号
熊本県阿蘇郡小国町宮原

日田市内の一部区間を除き、ほぼ全線にわたり1車線の狭隘道路であった。しかし、現在改修工事が進み、ほとんどの区間で2車線（片側1車線）以上となっている。交通量が多く、木材を積載した大型車だけでなく、セミトレーラー、ダブルストレーラーも頻繁に走行する。また、沿線は山国川沿いの渓谷耶馬渓や松原ダム、杖立温泉、阿蘇外輪山、阿蘇山の雄大な眺めなど山間部を通過する国道として都会では味わえない自然の豊かさ、澄んだ空気、清流のせせらぎをもとめてドライブするファンも多い。
なお、国道212号は大半が山間部を通っているため、冬期は路面凍結することがあり、標高の最も高い場所を通る大観峰付近は冬場は積雪や路面凍結などによる交通規制を行う場合がある。

### 路線データ
一般国道の路線を指定する政令に基づく起終点および重要な経過地は次のとおり。
- 起点：中津市（豊陽交差点 = 国道213号終点、大分県道・福岡県道113号中津豊前線起点）
- 終点：熊本県阿蘇郡阿蘇町[注釈 2]（内牧温泉入口交差点 = 国道57号交点、国道265号終点）
- 重要な経過地：大分県下毛郡本耶馬渓町[注釈 3]、同郡山国町[注釈 3]、日田市、熊本県阿蘇郡小国町
- 総延長 : 140.2 km（熊本県 34.9 km、大分県 106.2 km）重用延長を含む[2][注釈 4]
- 重用延長 : 5.9 km（熊本県 - km、大分県 5.9 km）[2][注釈 4]
- 未供用延長 : なし[2][注釈 4]
- 実延長 : 134.3 km（熊本県 34.9 km、大分県 99.4 km）[2][注釈 4]
  - 現道 : 130.4 km（熊本県 34.9 km、大分県 95.5 km）[2][注釈 4]
  - 旧道 : 3.9 km（熊本県 - km、大分県 3.9 km）[2][注釈 4]
  - 新道 : なし[2][注釈 4]
- 指定区間：国道210号と重複する区間（大分県日田市・高瀬交差点 - 大宮交差点）[3]

## 歴史
現行の道路法（昭和27年法律第180号）に基づく二級国道として1953年（昭和28年）に初回指定された路線のひとつである。国道指定当初は日田中津線として日田市と中津市を結ぶ路線であったが、1963年（昭和38年）に起終点を交換の上で新しい終点側を延伸することで現在と同等の路線となった。

### 年表
- 1953年（昭和28年）5月18日 - 二級国道212号日田中津線（日田市 - 中津市）として指定施行[4]。
- 1963年（昭和38年）4月1日 - 起終点を交換して終点側を延伸し、二級国道212号中津阿蘇線（中津市 - 熊本県阿蘇郡阿蘇町）として指定施行[5]。
- 1965年（昭和40年）4月1日 - 道路法改正により一級・二級区分が廃止されて一般国道212号として指定施行[1]。
- 2020年（令和2年）3月31日 - 大分県告示第199号により、玉川バイパスと並行する旧道区間の国道指定が解除され、玉川交差点 - 三芳小渕町交差点間は国道386号の単独区間に、三芳小渕町交差点 - 大部町は大分県道674号岩戸五馬日田線に、大部町 - 大宮町までは市道になった[6]。
- 2021年（令和3年）3月28日 - 響峠バイパス（2.4 km）が開通[7]。
- 2023年（令和5年）4月21日 - 大分県告示第208号により、響峠バイパスと並行する旧道区間の国道指定が解除される[8]。

## 路線状況

### 通称
- 大分県
  - 日田往還（中津市 - 日田市）
  - 筑後街道（日田市）
  - 日田街道（日田市 - 熊本県阿蘇郡小国町）

### バイパス
- 中津日田道路（大分県）
- 佐知バイパス（中津市）
- 花月バイパス（日田市）
- 玉川バイパス（日田市）
- 日田バイパス（日田市、国道210号と重複）
- 響峠バイパス（日田市）

### 重複区間
- 国道500号（大分県中津市本耶馬渓町曽木 - 中津市山国町守実）
- 国道496号（大分県中津市山国町守実 - 日田市大日町・高瀬交差点）
- 国道210号（大分県日田市大日町・高瀬交差点 - 日田市大宮町・大宮交差点）

### 道路施設

#### トンネル
起点から
- 大分県
  - 渋見トンネル：延長51 m、1974年（昭和49年）竣工、中津市
  - 一ッ戸隧道：延長80 m、1980年（昭和55年）竣工、中津市
  - 奥耶馬トンネル：延長717 m、1976年（昭和51年）竣工、中津市 - 日田市
  - ひびきトンネル：延長613 m[7]、2021年（令和3年）竣工、日田市
  - 田北隧道：延長146 m、1960年（昭和35年）竣工、日田市
  - 第一松原トンネル：延長65 m、1968年（昭和43年）日田市
  - 第二松原トンネル：延長155 m、1968年（昭和43年）日田市
  - 第三宇ノ木トンネル：延長6 m、1966年（昭和41年）竣工、日田市
  - 第二宇ノ木トンネル：延長25 m、1966年（昭和41年）竣工、日田市
  - 第一宇ノ木トンネル：延長28 m、1966年（昭和41年）竣工、日田市
  - 下岩戸トンネル：延長48 m、1967年（昭和42年）竣工、日田市
- 熊本県
  - 杖立トンネル：延長892 m、1992年（平成4年）竣工、阿蘇郡小国町
  - 簗瀬第一隧道：延長87 m、1969年（昭和44年）竣工、阿蘇郡小国町
  - 簗瀬第二隧道：延長39 m、1969年（昭和44年）竣工、阿蘇郡小国町
  - 馬場隧道：延長267 m、1976年（昭和51年）竣工、阿蘇郡小国町

#### 道の駅
- 大分県
  - やまくに（中津市山国町）
  - 水辺の郷おおやま（日田市大山町）

## 地理

### 通過する自治体
- 大分県
  - 中津市 - 日田市
- 熊本県
  - 阿蘇郡小国町 - 阿蘇郡南小国町 - 阿蘇市

### 交差する道路
| 交差する道路                                                        | 都道府県名 | 市町村名 | 市町村名 | 交差する場所           | 交差する場所              |
| ------------------------------------------------------------------- | ---------- | -------- | -------- | ---------------------- | ------------------------- |
| 国道213号 大分県道・福岡県道113号中津豊前線                         | 大分県     | 中津市   | 中津市   | 豊田町                 | 豊陽交差点 / 起点         |
| 福岡県道・大分県道1号豊前万田線 大分県道663号万田四日市線           | 大分県     | 中津市   | 中津市   | 大字万田               | 新万田交差点              |
| 福岡県道・大分県道110号東下中津線 重複区間起点                      | 大分県     | 中津市   | 中津市   | 大字上万田             |                           |
| 福岡県道・大分県道110号東下中津線 重複区間終点                      | 大分県     | 中津市   | 中津市   | 大字上万田             |                           |
| 大分県道664号円座中津線                                             | 大分県     | 中津市   | 中津市   | 三光佐知               |                           |
| 大分県道675号臼木沖代線                                             | 大分県     | 中津市   | 中津市   | 三光臼木               | 三光土田交差点            |
| 大分県道・福岡県道102号野路土佐井線                                 | 大分県     | 中津市   | 中津市   | 三光臼木               |                           |
| 大分県道697号渋味成恒中津線                                         | 大分県     | 中津市   | 中津市   | 三光臼木               |                           |
| 大分県道411号中津山国自転車道線                                     | 大分県     | 中津市   | 中津市   | 三光臼木               |                           |
| 大分県道411号中津山国自転車道線 重複区間起点                        | 大分県     | 中津市   | 中津市   | 三光臼木               |                           |
| 福岡県道・大分県道16号吉富本耶馬渓線 大分県道44号宇佐本耶馬溪線     | 大分県     | 中津市   | 中津市   | 本耶馬溪町樋田         |                           |
| 国道500号 重複区間起点                                              | 大分県     | 中津市   | 中津市   | 本耶馬渓町曽木         |                           |
| 大分県道411号中津山国自転車道線 重複区間終点                        | 大分県     | 中津市   | 中津市   | 本耶馬渓町曽木         |                           |
| 福岡県道・大分県道111号東上戸原線                                   | 大分県     | 中津市   | 中津市   | 耶馬溪町大字戸原       |                           |
| 福岡県道・大分県道2号豊前耶馬溪線                                   | 大分県     | 中津市   | 中津市   | 耶馬溪町大字柿坂       |                           |
| 大分県道28号森耶馬溪線                                              | 大分県     | 中津市   | 中津市   | 耶馬溪町大字柿坂       | 柿坂歩道橋交差点          |
| 大分県道702号平原耶馬溪線                                           | 大分県     | 中津市   | 中津市   | 耶馬溪町大字大島       | 下郷入口交差点            |
| 中津日田道路                                                        | 大分県     | 中津市   | 中津市   | 耶馬溪町大字大島       | 10 下郷交差点             |
| 大分県道411号中津山国自転車道線                                     | 大分県     | 中津市   | 中津市   | 耶馬溪町大字宮園       |                           |
| 大分県道646号津民中摩線                                             | 大分県     | 中津市   | 中津市   | 山国町中摩             |                           |
| 大分県道43号玖珠山国線                                              | 大分県     | 中津市   | 中津市   | 山国町中摩             |                           |
| 大分県道411号中津山国自転車道線                                     | 大分県     | 中津市   | 中津市   | 山国町宇曽             |                           |
| 国道496号 重複区間起点 国道500号 重複区間終点                       | 大分県     | 中津市   | 中津市   | 山国町守実             |                           |
| 大分県道720号日田山国線                                             | 大分県     | 中津市   | 中津市   | 山国町守実             |                           |
| 福岡県道・大分県道107号宝珠山日田線                                 | 大分県     | 日田市   | 日田市   | 大字花月               | 藤山三差路交差点          |
| 大分県道671号大鶴熊取線                                             | 大分県     | 日田市   | 日田市   | 清水町                 | 三和団地入口交差点        |
| 大分県道676号西有田豆田線                                           | 大分県     | 日田市   | 日田市   | 天神町                 | 天神町交差点              |
| E34 大分自動車道                                                    | 大分県     | 日田市   | 日田市   | 清岸寺町               | 5 日田IC                  |
| 国道386号 福岡県道・大分県道112号福岡日田線                         | 大分県     | 日田市   | 日田市   | 大字十二町             | 玉川交差点                |
| 大分県道677号石井庄手線                                             | 大分県     | 日田市   | 日田市   | 大字庄手               | 日ノ隈町交差点            |
| 国道210号 重複区間起点 国道496号 重複区間終点                       | 大分県     | 日田市   | 日田市   | 大日町                 | 高瀬交差点                |
| 大分県道673号小畑日田線                                             | 大分県     | 日田市   | 日田市   | 誠和町                 | [ 注釈 5 ]                |
| 国道210号 重複区間終点 大分県道・熊本県道9号日田鹿本線 重複区間起点 | 大分県     | 日田市   | 日田市   | 大宮町                 | 大宮交差点                |
| 大分県道・熊本県道9号日田鹿本線 重複区間終点                        | 大分県     | 日田市   | 日田市   | 大宮町                 |                           |
| 大分県道・熊本県道9号日田鹿本線 重複区間起点                        | 大分県     | 日田市   | 日田市   | 大山町西大山           |                           |
| 大分県道・熊本県道9号日田鹿本線 重複区間終点                        | 大分県     | 日田市   | 日田市   | 大山町西大山           | 中川原交差点              |
| 大分県道698号西大山大野日田線                                       | 大分県     | 日田市   | 日田市   | 大山町西大山           |                           |
| 大分県道647号栃野西大山線                                           | 大分県     | 日田市   | 日田市   | 大山町西大山           | 松原ダム入口交差点        |
| 大分県道・熊本県道12号天瀬阿蘇線 重複区間起点                       | 大分県     | 日田市   | 日田市   | 天瀬町出口（いでぐち） |                           |
| 大分県道・熊本県道12号天瀬阿蘇線 重複区間終点                       | 大分県     | 日田市   | 日田市   | 天瀬町出口             |                           |
| 熊本県道318号北里宮原線                                             | 熊本県     | 阿蘇郡   | 小国町   | 大字宮原               |                           |
| 熊本県道178号小国停車場線                                           | 熊本県     | 阿蘇郡   | 小国町   | 大字宮原               |                           |
| 国道387号 国道442号 福岡県道・大分県道・熊本県道115号八女小国線     | 熊本県     | 阿蘇郡   | 小国町   | 大字宮原               |                           |
| 熊本県道40号南小国波野線                                            | 熊本県     | 阿蘇郡   | 南小国町 | 大字赤馬場             |                           |
| 熊本県道・大分県道134号南小国上津江線                               | 熊本県     | 阿蘇郡   | 南小国町 | 大字赤馬場             |                           |
| 阿蘇・南小国両地区農免道路 / マゼノミステリーロード                 | 熊本県     | 阿蘇郡   | 南小国町 | 大字中原               |                           |
| 大分県道・熊本県道12号天瀬阿蘇線                                    | 熊本県     | 阿蘇市   | 阿蘇市   | 小倉                   |                           |
| 熊本県道110号阿蘇一の宮線 熊本県道213号内牧坂梨線                   | 熊本県     | 阿蘇市   | 阿蘇市   | 内牧                   |                           |
| 熊本県道149号河陰阿蘇線                                             | 熊本県     | 阿蘇市   | 阿蘇市   | 内牧                   | 内牧温泉入口交差点        |
| 国道57号 国道265号                                                  | 熊本県     | 阿蘇市   | 阿蘇市   | 黒川                   | 内牧温泉入口交差点 / 終点 |

### 交差する鉄道
- 久大本線

### 沿線
- 福沢諭吉旧居
- 青の洞門
- 耶馬渓
- 羅漢寺
- 杖立温泉
- 大観峰
- 阿蘇山